# Wilhelm Reich
Wilhelm Reich (1897-1957) va ésser un psicoanalista austríac, deixeble de Freud. Intentà compatibilitzar la psicoanàlisi freudiana amb l'anàlisi marxista. Els seus treballs teòrics i les seues experiències pràctiques se centren sobretot en l'anàlisi del caràcter, la repressió sexual i l'orgasme.

## Biografia
Nascut a Dobzau (districte de Peremyxliany), a la regió de Galítsia, a l'aleshores Imperi Austrohongarès, en una família jueva de parla alemanya. Als 12 anys fou enviat a un institut a Txernivtsí, Reich es traslladà a Viena. El 1910 la seva mare se suïcidà després d'un escàndol per adulteri, i el 1914 el seu pare morí de tuberculosi. Reich fou allistat i combaté en l'exèrcit austrohongarès en la Primera Guerra Mundial, entre 1915 i 1918. Finalment s'instal·là a Viena.
A Viena, Reich fou un dels col·laboradors del psiquiatra Sigmund Freud l'any 1922 i fou influït per les seves teories sobre la sexualitat, però més tard se'n distancià. Analitzà la repressió sexual, l'orgasme i publicà Die Funktion des Orgasmus (1927).
Més endavant entrà en contacte amb les idees socialistes i marxistes i s'afilià al Partit Comunista d'Àustria el 1927.
Va interpretar la repressió de la sexualitat infantil com la conseqüència d'una imposició moral mil·lenària que es manifesta en el sistema capitalista a través de la família burgesa, la qual actua com a representant de la repressió política de l'estat. Al seu llibre The Function of the Orgasm: Discovery of the Orgone [La funció de l'orgasme: Descobriment de l'orgó], Reich parla de la repressió de la sexualitat infantil com a causant de patologies mentals en la persona.
El 1930 es traslladà a Berlín i començà el seu treball en el Partit Comunista. Reich impulsà organitzacions i centres d'educació sexual de la joventut obrera i publicà diversos treballs que generarien polèmica per la seva defensa de la sexualitat entre adolescents.
Reich establí una relació entre el pensament psicoanalista i el marxisme (Dialektyscher Materialismus und Psychoanalyse, 1934), Die Massenpsychologie des Faschismus (1933), Die sexuelle Revolution (1936-45).
| «                                      | La psicologia social no s'ocupa de les motivacions que impulsa la persona famèlica al furt o a la vaga, sinó que intenta explicar perquè la majoria dels famèlics no roba i perquè la majoria dels explotats no va a la vaga. | » |
| — Die Massenpsychologie des Faschismus | |   |

El seu estudi de la teràpia en pacients el portà a desenvolupar l'anàlisi de caràcter. En la seva teoria del caràcter (Charakteranalyse, 1933) destacà la funció repressiva de la societat, que obté l'ordre autoritari gràcies a l'opressió sexual.
A partir dels anys 1930, Reich començà a desenvolupar noves formes de teràpia més enllà de la psicoanàlisi, argumentà que els tabús de la psicoanàlisi reforçaven els tabús del pacient, i cercà altres formes utilitzant el contacte físic amb l'objectiu de dissoldre la seva rigidesa muscular i, per tant, caracterològica. Va escriure que el propòsit del massatge era recuperar la memòria reprimida de la situació infantil que havia causat la repressió.
El 1933, amb l'arribada d'Adolf Hitler al poder, la premsa nazi atacà Reich, el 3 de març marxà altre cop a Viena i poc després es traslladà a Dinamarca. La seva defensa de la sexualitat juvenil i l'avortament li suposaren durs atacs per part dels mitjans conservadors, i la incomprensió i distanciament dels seus. A partir de 1934, Reich criticà la regressió en el tractament de la sexualitat a la Unió Soviètica amb Ióssif Stalin, i denuncià la penalització de l'homosexualitat, en el país que havia estat el primer del món a despenalitzar-la amb la revolució bolxevic. A causa d'aquestes crítiques fou expulsat del Partit Comunista.
El 1934 es traslladà a Noruega, on estudià els efectes físics i elèctrics del plaer i de l'orgasme, influït per la recerca del metge austríac Friedrich Kraus. Les seves teories sobre els bions foren rebutjades i desacreditades per gran part de la comunitat científica, per la seva manca de coneixements en biologia. La campanya contra Reich de la premsa, tanmateix, fou denunciada per diverses personalitats, que valoraren el treball de Reich en sociologia i criticaren la persecució que atribuïren a una reacció conservadora contra les seves idees favorables a la llibertat sexual. El 1938 nombrosos atacs a la premsa reclamaren que li fos retirat el seu visat. El govern noruec del laborista Johan Nygaardsvold, tanmateix, volgué defensar la tolerància intel·lectual del país i li donà el visat, si bé no li fou atorgada la llicència per exercir com a psicoanalista.
El setembre de 1939 viatjà a Nova York. Entre 1939 i 1957 visqué als Estats Units, a partir de finals dels anys 1940, les seves teories sobre l'orgó, o energia que relacionava amb la sexualitat, foren durament criticades, i perdé part del seu prestigi científic. Reich fou detingut en diverses ocasions i arribà a ser empresonat. El 1956 un jutjat dels Estats units ordenà la crema de les seves obres. Sis tones d'obres seves, entre les quals exemplars de Die sexuelle Revolution, Charakteranalyse i Die Massenpsychologie des Faschismus foren incinerats a Nova York.
L'any 1956 Reich fou empresonat i morí a la presó Federal de Lewisburg el 3 de novembre de 1957.
A partir dels anys seixanta del segle xx, part del seu pensament fou recuperat per la nova esquerra, intel·lectuals com Michel Foucault sostingueren que la seva anàlisi de la repressió sexual havia causat un gran impacte en la psicologia i també en les ciències socials. Seguint el seu testament, les seves obres són avui de lliure disposició a la biblioteca de la facultat de medicina de Harvard.

## Psicologia de masses del feixisme
Reich considera el feixisme com un problema relacionat amb la psicologia de masses, i no amb la personalitat de Hitler o amb la política del partit nacionalsocialista, per a explicar com és possible que una massa depauperada s'orienti anhelant cap a un patit reaccionari. Reich descobreix que la inhibició sexual reforça la reacció política atès que l'agressivitat natural es transforma en sadisme brutal, sadisme que és una de les bases essencials de les guerres i dels interessos que les organitzen. Des del punt de vista de la psicologia de masses, el militarisme resulta eficaç perquè posa en moviment un mecanisme libidinal.